# Andriej Fomin
Andriej Andronowicz Fomin (ros. Андре́й Андро́нович Фоми́н, 1918–1983) – radziecki dyplomata.

## Życiorys
Należał do WKP(b), 1943 ukończył Mikołajowski Instytut Okrętownictwa, od 1946 pracował w Ministerstwie Spraw Zagranicznych ZSRR, w tym 1946-1954 w Wydziale ds. ONZ MSZ ZSRR. W latach 1954–1955 był I sekretarzem Ambasady ZSRR przy ONZ, 1955-1957 radcą Stałego Przedstawicielstwa ZSRR przy ONZ, 1957-1959 starszym radcą tego przedstawicielstwa, a w lipcu 1960 chargé d'affaires ZSRR w Kongo-Léopoldville (obecnie Demokratyczna Republika Konga). Od 1960 do grudnia 1961 był radcą Wydziału Państw Ameryki MSZ ZSRR, od grudnia 1961 do 21 listopada 1962 posłem-radcą Ambasady ZSRR w Brazylii, a od 21 listopada 1962 do 30 września 1965 ambasadorem nadzwyczajnym i pełnomocnym ZSRR w Brazylii. Od września 1965 do 1967 był zastępcą sekretarza generalnego MSZ ZSRR, od 1967 do lutego 1973 kierownikiem Wydziału Południowej Azji MSZ ZSRR, a od 27 lutego 1973 do 20 lutego 1973 ambasadorem nadzwyczajnym i pełnomocnym ZSRR w Bangladeszu.